# René Huyghe
René Huyghe (Arres, França, 3 de maig de 1906 - París, 5 de febrer de 1997) va ser un escriptor francès de la història, psicologia i filosofia de l'art. També va ser un conservador en el departament de pintures del museu Louvre (des de 1930), professor al Col·legi de França i membre de l'Acadèmia francesa des de 1960.

## Obres destacades
- Histoire de l'art contemporain (Alcan, 1935)
- Cézanne (Plon, 1936)
- L'univers de Watteau, a Hélène Adhémar, Watteau : sa vie, son œuvre. Catalogue des peintures et illustration (P. Tisné, 1950)
- La Peinture d'Occident Cent chefs-d'œuvre du musée du Louvre (Nouvelles éditions françaises, 1952)
- Dialogue avec le visible (Flammarion, 1955)
- L'Art et l'Homme, Tome I (direction) (Larousse, 1957) Tome II (1958) Tome III (1961)
- Van Gogh (Flammarion, 1958)
- L'Art et l'Âme (Flammarion, 1960)
- Delacroix ou le Combat solitaire (Hachette, 1964)
- Les Puissances de l'image (Flammarion, 1965)
- Sens et destin de l'art (Flammarion, 1967)
- L'Art et le Monde moderne (direction avec Jean Rudel) 2 tomes (Larousse, 1970)
- Formes et Forces (Flammarion, 1971)
- La Relève du Réel, la peinture française au XIXeme siècle, impressionnisme, symbolisme (Flammarion, 1974)
- Ce que je crois (Grasset, 1974)
- La nuit appelle l'aurore, dialogue orient-occident sur la crise contemporaine (amb Daisaku Ikeda) (Flammarion, 1976)
- La Relève de l'Imaginaire, la peinture française au XIXeme siècle, réalisme et romantisme (Flammarion, 1981)
- Les Signes du temps et l'Art moderne (Flammarion, 1985)
- Se perdre dans Venise (avec Marcel Brion) (Arthaud, 1987)
- Psychologie de l'art, résumé des cours du Collège de France (Le Rocher, 1991)
- Une Vie pour l'art. De Léonard à Picasso (De Fallois, 1994)

## Premis i reconeixements
- Gran oficial de l'Orde nacional de Legió d'honor francesa
- Gran Creu de l'Orde nacional del Mèrit de França
- Comandant de l'Orde de Léopold (Bèlgica)